# Рядовка тополёвая

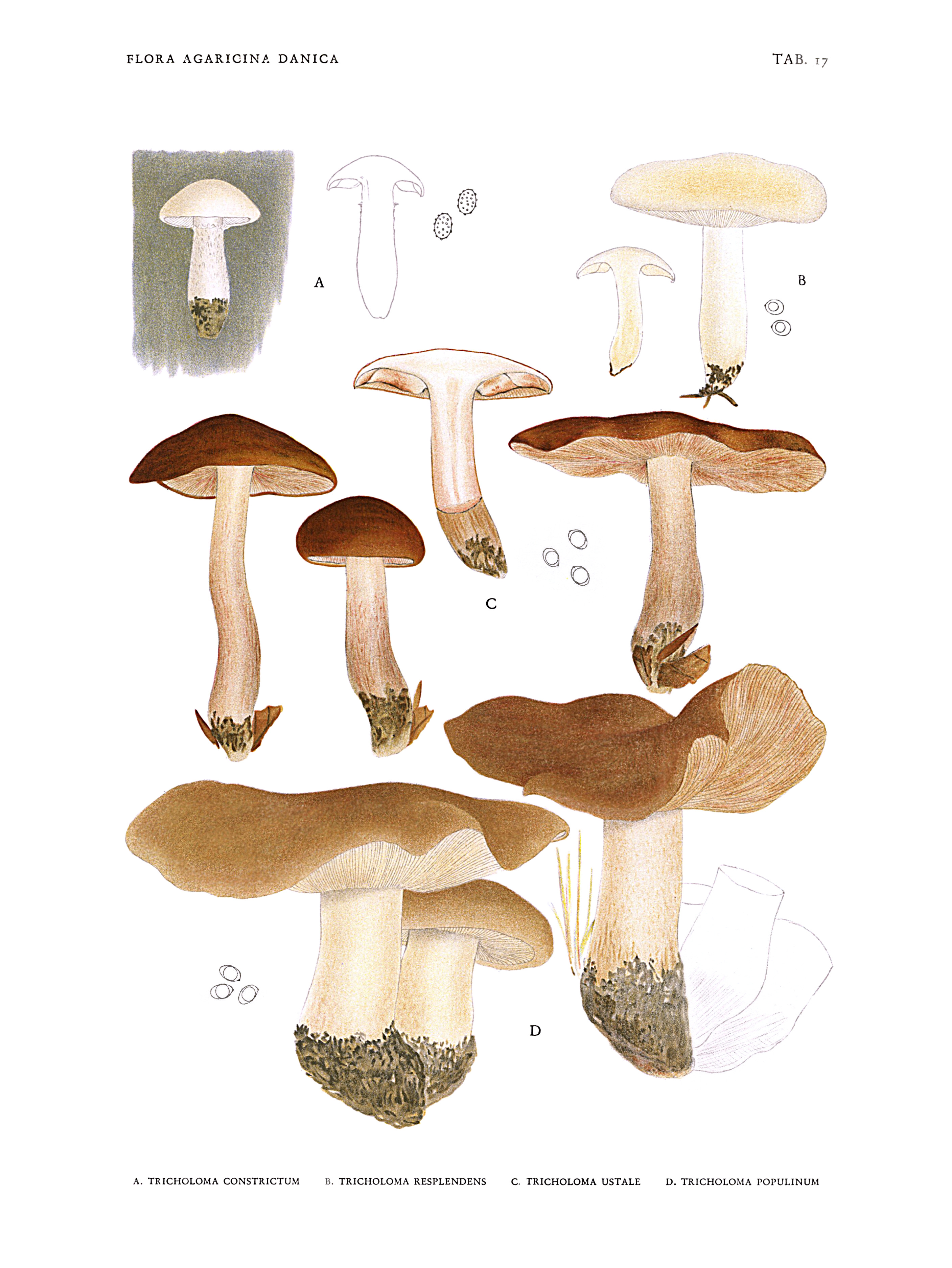
Jakob E. Lange: Flora agaricina Danica. Vol. 1; TAB. 17
A. Calocybe constricta as Tricholoma constrictum
B. Tricholoma sulphurescens as Tricholoma resplendens
C. Tricholoma ustale
D. Tricholoma populinum

Подтопольник или рядовка тополёвая (тополиная) (лат. Tricholoma populinum) — условно съедобный гриб из рода Рядовка семейства Tricholomataceae.
Народные и местные названия: подтопольник, морозики, забалуйки.

## Описание
Шляпка гриба мясистая и имеет полушаровидно-выпуклую форму с тонкими завёрнутыми трещиноватыми краями, позже становится неровно изогнутой и распростертой, у свежих грибов влажная и скользкая. Диаметр шляпки бывает от 6 до 12 см. Под кожицей шляпки мякоть немного красноватая.
Гименофор приросший к ножке. У грибов молодых споровый порошок имеет белый цвет, у старых грибов бывают ржавые пятна. У молодых грибов пластинки белые, у взрослых окрашены в красновато-коричневый цвет.
Ножка толщиной в 1,5—4 см, мясистая. Длина её бывает 3—8 см. Сначала она беловатая, при взрослении гриба может быть красновато-коричневой, если надавить на неё, появится небольшое потемнение. Мякоть толстая, мясистая, белая, под кожицей серовато-коричневая, пахнет свежей мукой.
Растут с августа по октябрь большими группами (целые гряды) под тополями, можно встретить в посадках вдоль дорог, в парках. Распространены на Юге России и в Сибири как в естественных тополевых рощах, так и искусственных лесополосах.

## Хозяйственное значение
Рядовка тополёвая очень урожайный легко доступный для сбора гриб, обладающий достаточно высокой пищевой ценностью. Особенно ценится рядовка тополёвая в бедных другими грибами степных регионах (Саратовская, Волгоградская, Омская области, Алтайский край, Казахстан), где массово собирается в защитных лесополосах. В лесных регионах России не столь популярна.
Предварительно отваренная для удаления горечи рядовка тополёвая употребляется в жареном и тушеном виде. Пригодна для соления (как с предварительным отвариванием так и без него), маринования, консервирования. Пригодна для сушки, однако в связи достаточно поздними сроками массового сбора (конец сентября - начало октября) производить сушку в естественных условиях затруднительно. Оценки категории гриба в различных источниках расходятся. Например, Фёдоров в последних прижизненных изданиях своей книги относил гриб к третьей категории (в ранних - вообще не давал ему оценки, называя малоизвестным), что не удивительно, поскольку его классификация построена на хозяйственной оценке грибов, сложившихся на Русском Севере и в средней полосе России, где подтопольник исторически не собирался. В более поздних источниках гриб оценивается выше. Так в литературе конца 1980-х годов рядовка тополёвая была отнесена уже ко второй категории. Современные же источники, например Вишневский, которые считают советскую классификацию грибов слишком грубой, и вовсе ставят рядовку тополёвую в один ряд с настоящими груздями (по советской классификации - первая категория). 
Рядовка тополёвая весьма технологична при массовом сборе и переработке. Грибы растут очень большими группами, а мякоть у них прочная и хорошо сохраняет целостность при транспортировке и обработке. По этой причине с середины 1980-х годов рядовка тополёвая в России и на Украине стала объектом массовой промышленной заготовки, существенно потеснив в этом качестве грузди (особенно черные) и практически полностью заместив менее удобные в переработке ломкие волнушки и сыроежки. При произрастании гриба на гумусовых почвах и черноземах плодовые тела часто не могут сразу выйти на поверхность и развиваются под землей, что затрудняет их поиск и требует тщательной мойки от налипшей грязи. На легких почвах плодовые тела развиваются на поверхности и оказываются чистыми.
Рядовка тополёвая хорошо аккумулирует вредные техногенные выбросы поэтому не рекомендуется употреблять в пищу грибы, собранные в городских насаждениях тополя и в лесополосах вблизи оживленных дорог. Наилучшие места для сбора грибов - межполевые лесополосы, удаленные от дорог хотя бы на полкилометра, естественные заросли тополя в речных поймах и на речных островах. В последних случаях грибы могут содержать больше горечи и требуют более длительного отваривания.

## Сходные виды
С рядовкой тополёвой сходны многие виды других рядовок: съедобные, но менее ценные рядовка землистая, рядовка пятнистая, рядовка бело-коричневая, а также некоторые несъедобные и слабо ядовитые рядовки. Однако опасность перепутать их минимальна, так как остальные рядовки произрастают в лесах, преимущественно хвойных.

## Экология
Рядовка тополевая — микоризообразователь, произрастающий под тополем.